# Manifesto simbolista
O manifesto simbolista (Em francês: Le Symbolisme) foi publicado em 18 de setembro de 1886 no jornal francês Le Figaro pelo poeta e ensaísta grego Jean Moréas. Ele descreve um novo movimento literário, uma evolução e rebelião contra o romantismo e o naturalismo, e afirma o nome de Simbolismo como não apenas o apropriado para esse movimento, mas também exclusivamente reflexivo de como as mentes criativas abordam a criação de arte.
O manifesto também pretendia atender a necessidades mais práticas e imediatas. Moréas, junto com Gustave Kahn e outros, sentiu necessidade de se diferenciar de um grupo de escritores associados a Anatole Baju e Le Décadent. Para o grupo de Moréas e Kahn, os escritores decadentes autoidentificados representavam tanto um estágio anterior de desenvolvimento no caminho para o simbolismo quanto uma exploração frívola da linguagem e das técnicas do movimento.
A definição tornou-se especialmente importante com a publicação de Les Deliquescence d'Adore Floupette, uma obra de paródia intencional cuja mimetização era tecnicamente perfeita, mas cujo conteúdo era uma zombaria do que era importante para Moréas, Kahn e seu grupo. Infelizmente, pela habilidade com que foi executado, o público leitor pensou que Les Deliquescence era representativo dessa nova literatura. O esclarecimento era essencial.
O manifesto se desdobra como uma introdução estabelecendo o propósito do documento e, em seguida, três etapas: um argumento de abertura, um intermezzo dramático e um argumento de encerramento.

## Argumento de abertura
O primeiro estágio para defender o simbolismo é uma definição agressiva e franca do movimento, suas crenças e prioridades. Como uma reação contra a autoridade do naturalismo racional, o manifesto descreve os simbolistas como inimigos "da educação, da declamação, dos sentimentos errados [e] da descrição objetiva". Como uma reação contra os decadentes que se autodenominam, o manifesto passa a estipular a primazia da "Ideia". O propósito da criatividade é encontrar uma maneira apropriada de expressar subjetivamente a Ideia por meio de analogias extravagantes, usando coisas naturais e concretas para referenciar obliquamente "Ideias primordiais". Contra as acusações de obscuridade resultantes dessa abordagem, o manifesto simplesmente aponta para muitos personagens alegóricos ou obscuramente simbólicos da literatura amplamente aceita.
A conclusão do argumento de abertura é uma explicação do próprio estilo. Moréas expõe o tipo de paradoxo típico da arte simbolista quando fala sobre o ritmo de sua escrita: antigo mas vivo, caótico mas ordenado, fluido mas audaciosamente assertivo. Ele então dá uma descrição apropriadamente colorida e obscura de sua técnica literária:
... um estilo arquetípico e complexo; de termos não poluídos, períodos que se revezam alternados com períodos de lapsos ondulantes, pleonasmos significativos, elipses misteriosas, anacolutia saliente, qualquer excedente audacioso e multiforme; enfim a boa língua - instituída e atualizada -, a boa e exuberante e enérgica língua francesa ... 

## Intermediário dramático
A segunda parte do manifesto é um breve drama em duas cenas, apresentando o poeta Théodore de Banville cuja obra Petit Traité de Poésie Française ("Um Pequeno Tratado sobre a Poesia Francesa") de 1871 ajudou a libertar os poetas franceses das tradições e regras que impediam a liberdade exercício de sua criatividade. Diferentes qualidades da língua francesa se prestaram a diferentes tipos de ritmos e estruturas poéticas. Ele também aumentou a ênfase na poesia como um exercício para o poeta no desenvolvimento de jogos de rima inteligentes. 
Há três personagens no drama: UM DETRATOR DA ESCOLA SIMBÓLICA, SR. THEODORE DE BANVILLE e ERATO.
Na primeira cena, DETRACTOR levanta melodramaticamente uma série de acusações contra o simbolismo e de Banville assume a defesa do movimento. As acusações de interesse são a grandiloquência, um espírito vanglorioso, a violação das regras da poesia e a contínua importância da literatura romântica. de Branville responde apropriadamente a cada carga e o faz de uma maneira que lhe permite enfatizar algumas das importantes ênfases do movimento simbolista:
- Verdade em excesso e extravagância;
- Verdade em aparente caos e insanidade;
- Verdade na experiência subjetiva;
- O perigo dos chavões e da banalidade natural;
- A necessidade constante de ser cada vez mais audacioso;
- O risco do que antes era rebelde se tornar conformista.

Na segunda cena, ERATO elogia Banville por Petit Traité de Poésie Française , mas fala em nome dos jovens poetas desse novo movimento, que se sentem abandonados por ele. de Banville faz um breve lamento e vai embora, descrito no texto com uma referência astuta à sua obra, Os Exilados. Essa coleção de poesia foi a tentativa mais pessoal de Banville de derramar tudo de si em nome de todos aqueles que foram abandonados.

## Argumento de encerramento
O manifesto conclui explicando primeiro o poder da arte e da literatura para reunir correntes de pensamento e transformá-las em coisas novas e grandiosas, o que implica tanto sua grandeza quanto sua maravilha. Moréas credita escritores de outras tradições por suas realizações a esse respeito, mas argumenta que os simbolistas estão posicionados de maneira única para lidar com a essência da vida: o ser humano dentro de uma realidade que foi distorcida por suas próprias alucinações. Os simbolistas são livres para trabalhar tanto com coisas mecânicas quanto míticas, coisas vistas à frente e relembradas por trás.
As palavras finais do Manifesto Simbolista são que “a arte não saberia buscar o objetivo, que ponto de partida extremamente sucinto e simples”. Pois assim a arte deve fazer sua busca dentro do subjetivo.

## Raízes
De acordo com o manifesto, há traços do simbolismo inicial na obra de Alfred de Vigny, William Shakespeare e outros não nomeados. Crédito específico também foi dado a Victor Hugo pela maneira como sua literatura romântica francesa estabeleceu o precedente da mudança. O manifesto situa a escrita de romances simbolistas no reino estabelecido por autores como Stendhal , Balzac , Flaubert e Edmond de Goncourt e Émile Zola. Esses autores exibiam um artesanato respeitado por Moréas, e alguns deles compartilhavam uma desilusão com o progresso humano, mas exploravam tudo isso de uma forma que assumia a objetividade da realidade humana e a primazia do mundo natural.
O manifesto identifica alguns poetas como os mais imediatamente responsáveis pelo desenvolvimento desse simbolismo atual: Charles Baudelaire , Stéphane Mallarmé , Paul Verlaine e Theodore de Banville. O simbolismo era visto, porém, como um trabalho em andamento, sendo constantemente refinado, inclusive pelos esforços daqueles escritores. Moréas também deixou a porta aberta para que os recém-chegados moldassem ainda mais o movimento. 

## Influência e Legado
É importante notar que Moréas não optou por publicar o Manifesto Simbolista em uma publicação pequena como a curta La Vogue ou Le Symboliste , embora tenha ajudado a dirigir esta última. Em vez disso, ele escolheu publicar primeiro no Le Temps , um dos principais jornais de Paris. Depois de gerar algum calor imediato, ele teve a oportunidade de publicar a peça no Le Figaro. Este escopo de publicação, incluindo o status de Le Figaro como jornal de maior circulação, garantiu a atenção dos leitores, escritores e do público em geral. O impacto do manifesto foi tremendo. Os escritores que faziam parte desse movimento eram reconhecidos como simbolistas e os únicos traços da velha "decadência" eram principalmente os filiados a Anatole Baju, justamente aqueles que Moréas desejava que fossem considerados distintos de seu próprio grupo.  Ao mesmo tempo, tornou o rótulo simbolista o novo ponto de encontro dos escritores antiestablishment, e, além do grupo de Baju, muitos escritores que haviam sido chamados de decadentes anteriormente eram agora chamados de simbolistas, não por causa de qualquer mudança no sua perspectiva ou método, mas por causa de uma mudança no jargão.
Como uma declaração clara e ousada de simbolismo, Le Symbolisme é frequentemente considerado o documento modelo para todo simbolismo, mas é a declaração de Jean Moréas em nome de um movimento sem filiação formal. Mesmo aliados próximos escreveram suas próprias respostas ao manifesto, divergindo nos pontos de evidência. Gustave Kahn, por exemplo, preferiu situar o simbolismo no reino do impressionismo, em vez de uma evolução do naturalismo.